# Мішель Мічомберо
Мішель Мічомберо (1940 — 16 липня 1983) — перший президент Бурунді. Представник народності тутсі.

## Біографія
Після здобуття незалежності Бурунді швидкими кроками прямувала до анархії. 18 жовтня 1965 року лідер хуту Гервайс Ньянгома почав заворушення, що спричинили зречення престолу короля Мвамбутси IV. Невдовзі після цього підконтрольні хуту сили, які очолив Антуан Серкваву, розпочали різню тутсі у різних частинах країни.
Мішель Мічомберо на той час був молодим капітаном збройних сил. Він народився в містечку Рутову, провінція Бурурі. 1965 року він тільки-но повернувся зі школи у Бельгії і зробив швидку військову кар'єру, ставши міністром оборони. Він згуртував армію, передусім офіцерів-тутсі, проти перевороту Серкваву. Після перемоги над останнім відбулись погроми хуту на всій території країни.
11 липня 1966 року Мічомберо очолив уряд країни та фактично зосередив владу у своїх руках за формального правління нового короля Нтаре V. 28 листопада 1966 Мічомберо ліквідував монархію та проголосив себе президентом. Окрім того він присвоїв собі звання бригадного генерала.
На посту президента Мічомберо відзначився як прибічник африканського соціалізму, мав підтримку керівництва КНР.
1972 року біженці хуту підбурили повстання. Його було придушено, й воно потягнуло за собою насильство на етнічному підґрунті (загинуло близько 150 000 представників народності хуту). Мічомберо відіграв у цих чистках провідну роль. Його було усунуто від влади 1976 в результаті перевороту, на чолі якого постав заступник начальника генерального штабу Жан Батіст Багаза.
Після цього Мічомберо вирушив у вигнання до Сомалі, де й помер від серцевого нападу 1983 року.